# 1,2-二(4-吡啶基)乙烯
1,2-二(4-吡啶基)乙烯是一种有机化合物，化学式为C12H10N2。

## 性质
1,2-二(4-吡啶基)乙烯可以和卤代烃反应，生成季铵盐。